# Ricardo Chéu
Ricardo José Moutinho Chéu est un entraîneur portugais de football, né le 14 mai 1981 à Vila Nova de Foz Côa.

## Palmarès d’entraîneur
Petro de Luanda
- Supercoupe d'Angola de football (1) : 2024